# Robert Frick (Theologe)
Robert Frick (* 3. September 1901 in Charlottenburg; † 13. Februar 1990 in Düsseldorf) war ein deutscher evangelischer Theologe.

## Leben
Von 1920 bis 1924 studierte Frick Evangelische Theologie in Tübingen und Berlin. Nach der Ordination 1926 in Lutherstadt Wittenberg war er zunächst Studieninspektor am dortigen Predigerseminar und von 1928 bis 1931 Pfarrer in Bad Saarow. Von 1931 bis 1939 war er Dozent an der Theologischen Schule in Bethel. Von 1939 bis 1945 war er Brüderpfarrer an der Diakonenanstalt Nazareth in Bielefeld. Bis 1948 war er Leiter der Kirchlichen Hochschule Bethel. Von 1949 bis 1969 war er Direktor der Diakonissenanstalt Kaiserswerth.
Die Evangelisch-Theologische Fakultät der Westfälischen Wilhelms-Universität Münster verlieh ihm 1947 die Ehrendoktorwürde.

## Schriften (Auswahl)
- Die Geschichte des Reich-Gottes-Gedankens in der alten Kirche bis zu Origenes und Augustin. Gießen 1928.
- Evangelische Lehre. Eine Auslegung des neuen evangelischen Katechismus für rheinische Gemeinden. Düsseldorf 1964.
- Die Offenbarung des Johannes. Gladbeck 1965.
- Was kann von Nazareth Gutes kommen? Ungläubiges Fragen – überraschende Antworten. Aus der hundertjährigen Geschichte der Bruderschaft Nazareth. Bethel 1977.